# Доброселець
Добросе́лець (болг. Доброселец) — село в Хасковській області Болгарії. Входить до складу общини Тополовград.

## Населення
За даними перепису населення 2011 року у селі проживали 138 осіб.
Національний склад населення села:
| Національність   | Кількість осіб | Відсоток |
| ---------------- | -------------- | -------- |
| болгари          | 103            | 75,2%    |
| цигани           | 30             | 21,9%    |
| турки            | 0              | 0%       |
| Всього відповіли | 137            |          |

Розподіл населення за віком у 2011 році:
Динаміка населення: